# Thomas Hyde
Thomas Hyde (29 de junio de 1636 - 18 de febrero de 1703) fue un orientalista inglés. Fue el primero en usar la palabra dualismo, en el año 1700.